# VinFast

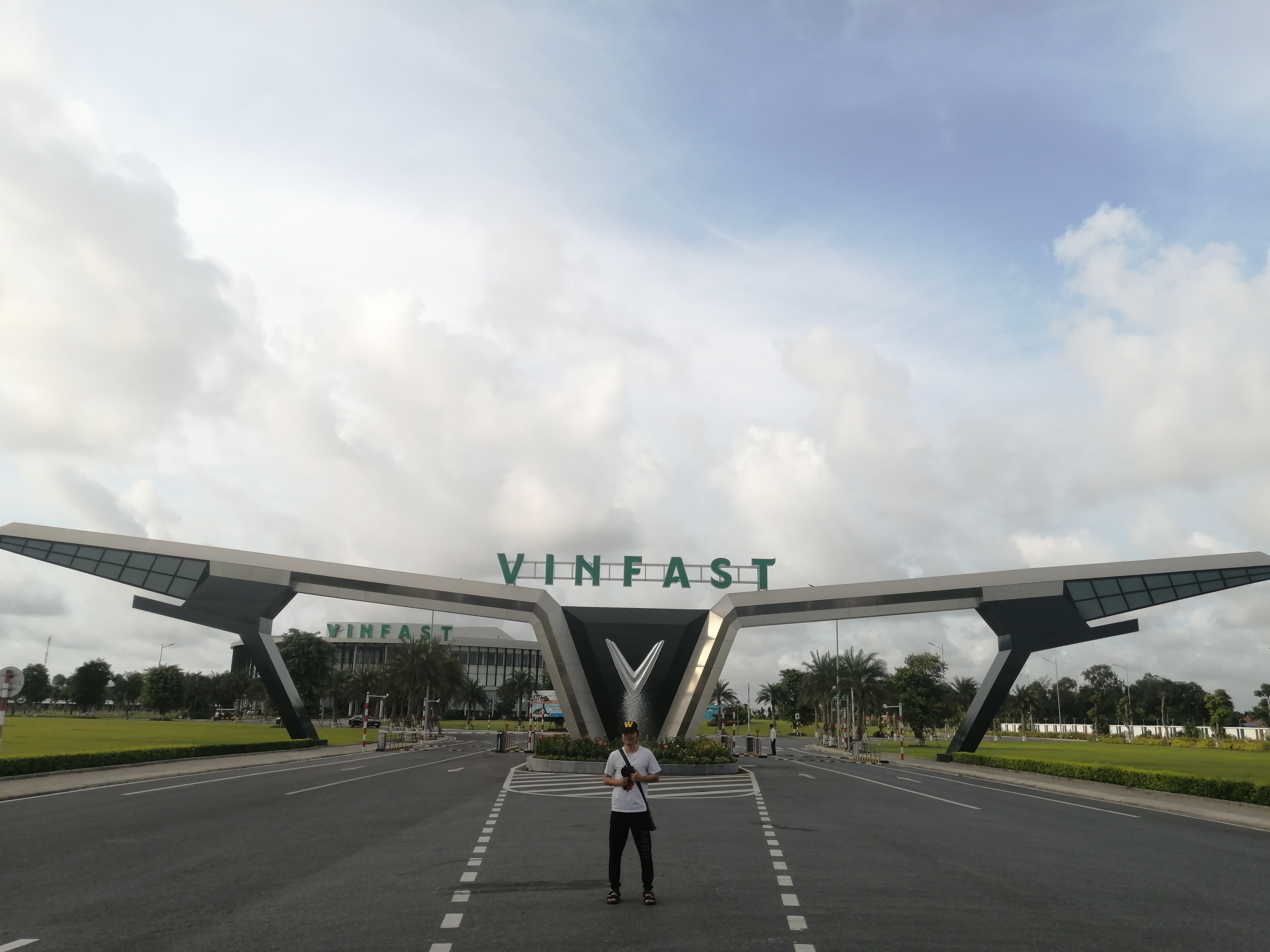
Fabryka VinFast w Hajfong

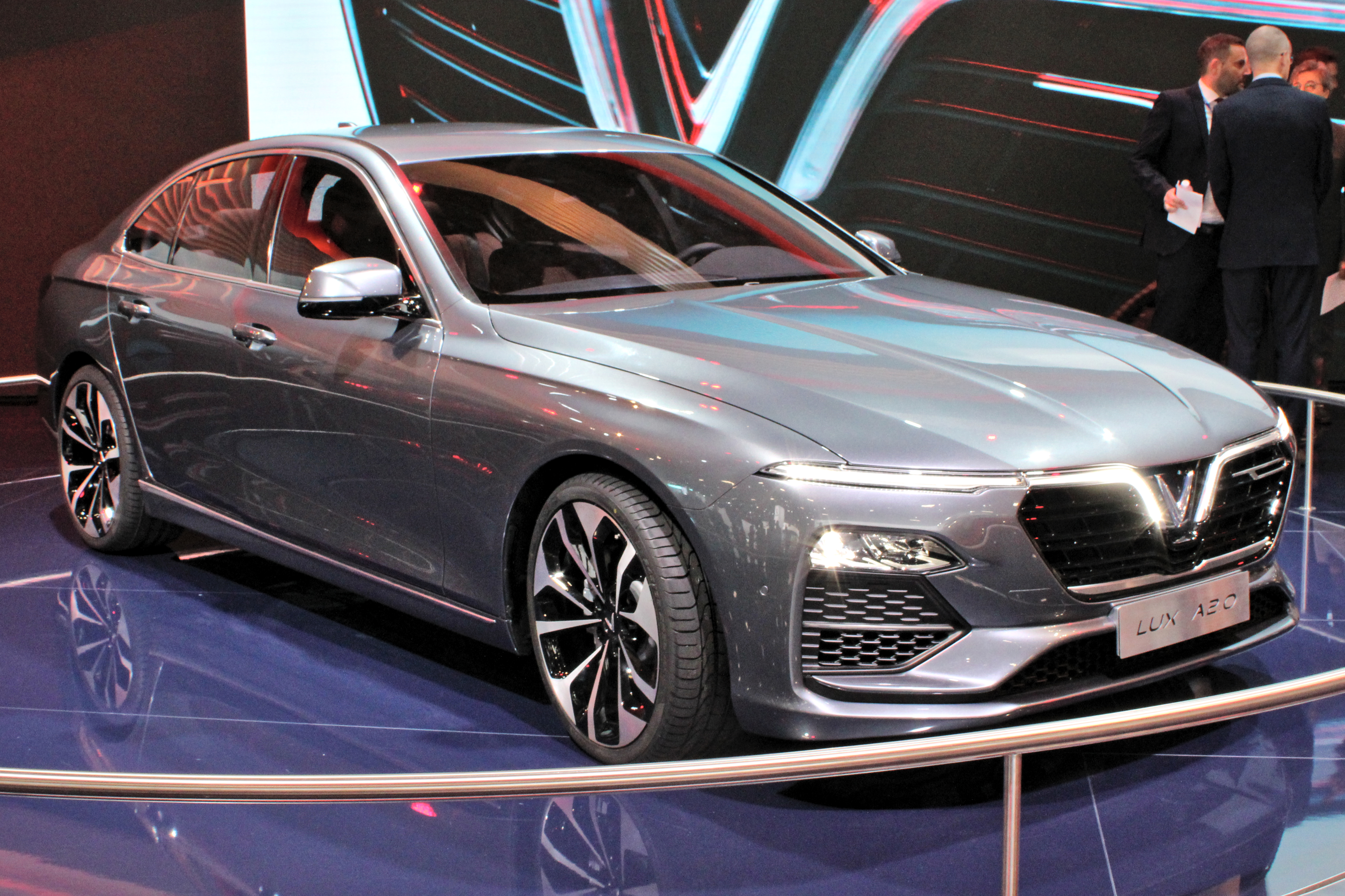
VinFast LUX A2.0

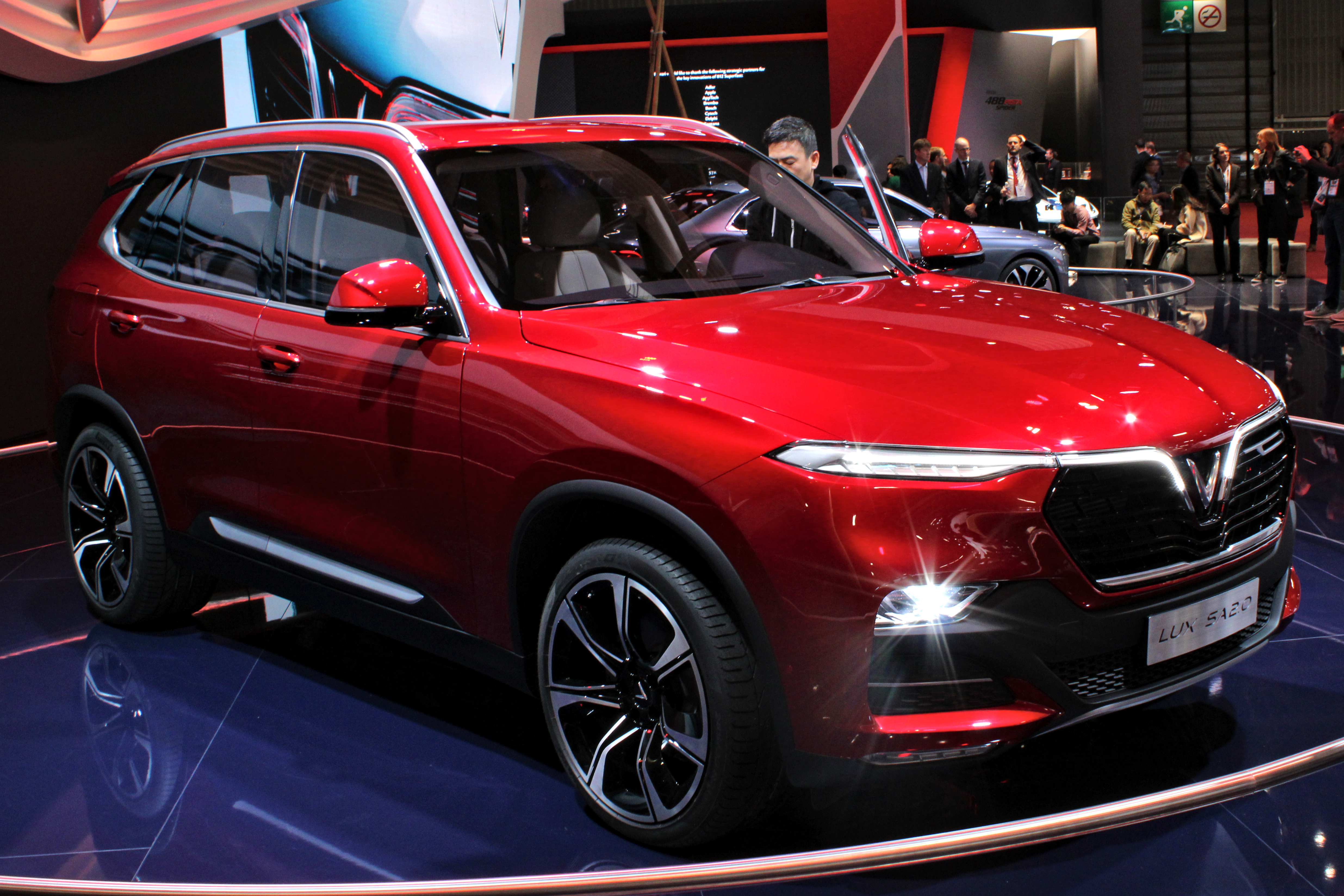
VinFast LUX SA2.0

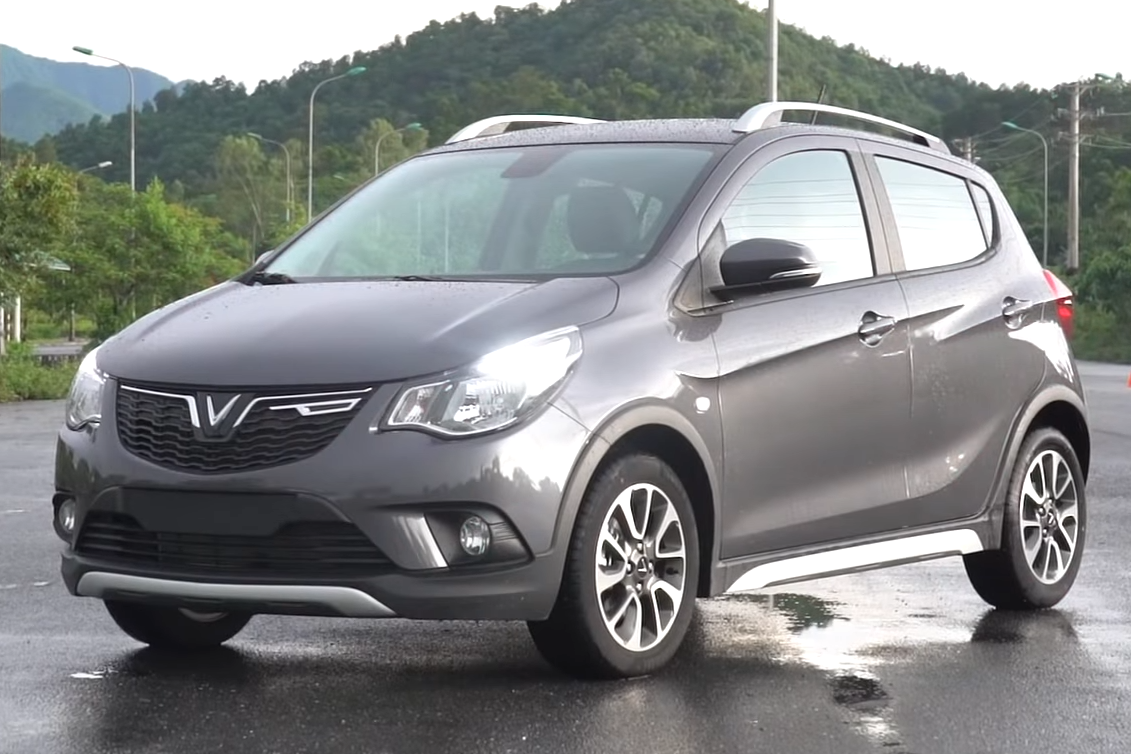
VinFast Fadil

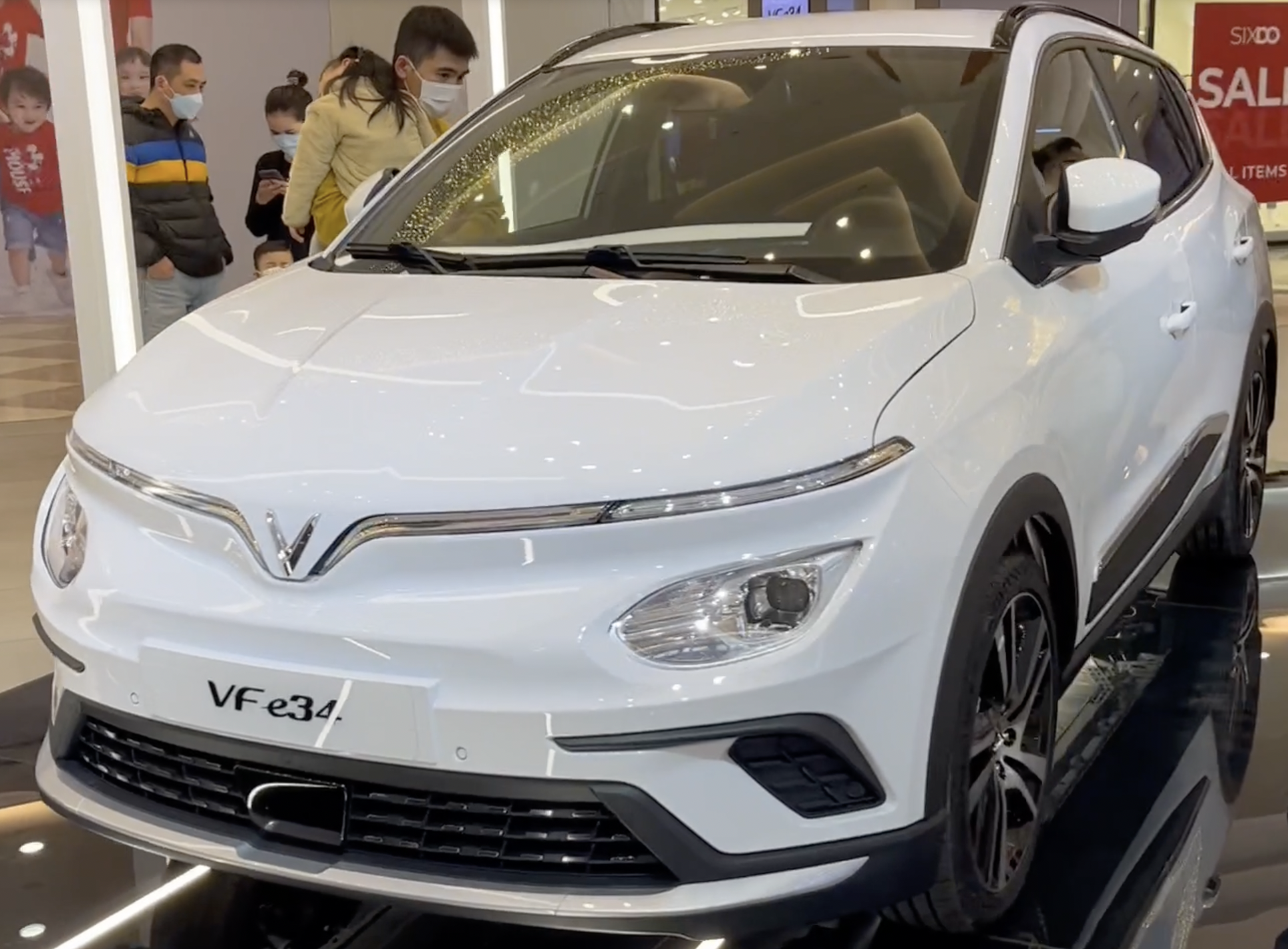
VinFast VF e34

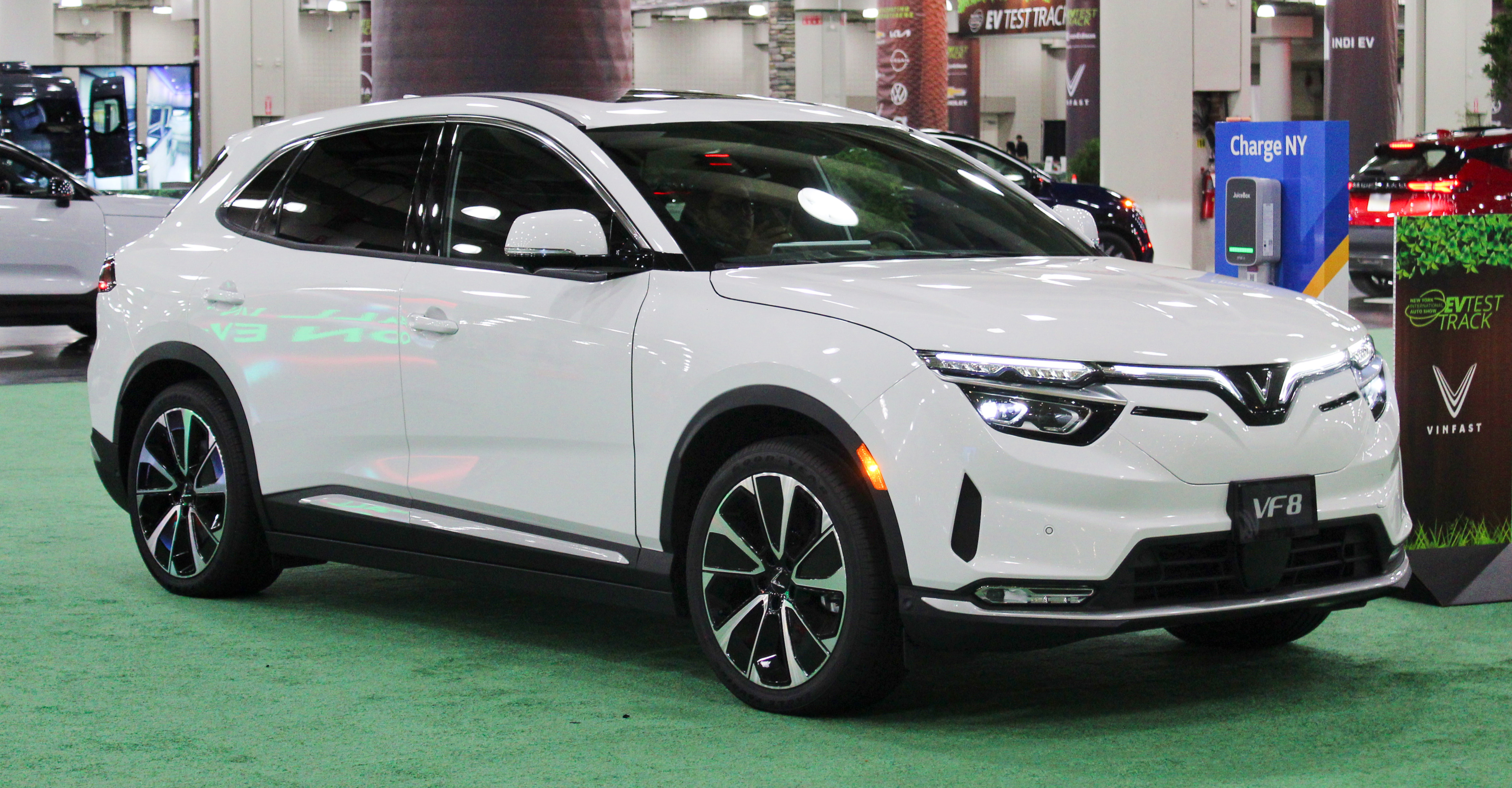
VinFast VF 8

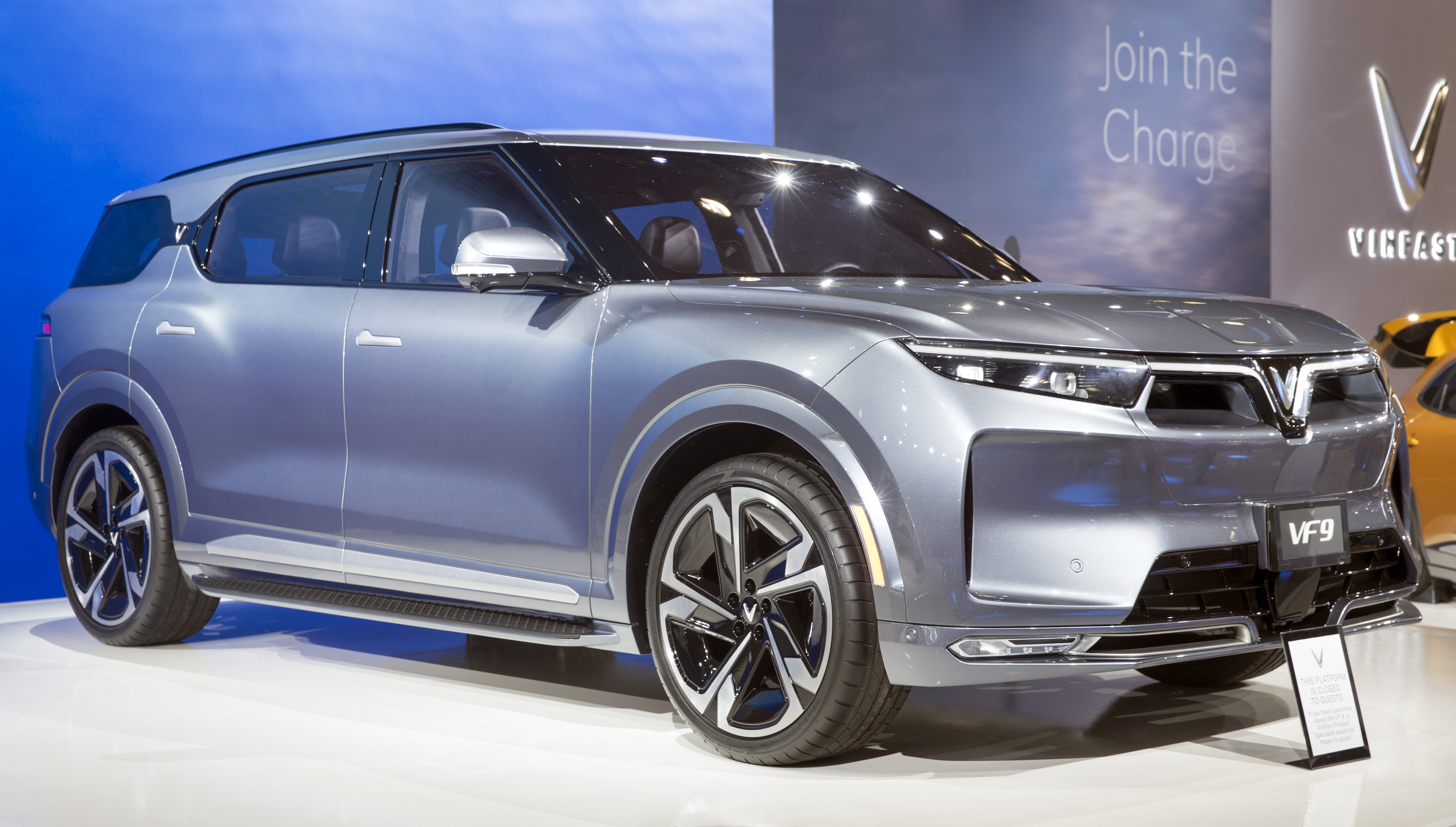
VinFast VF 9

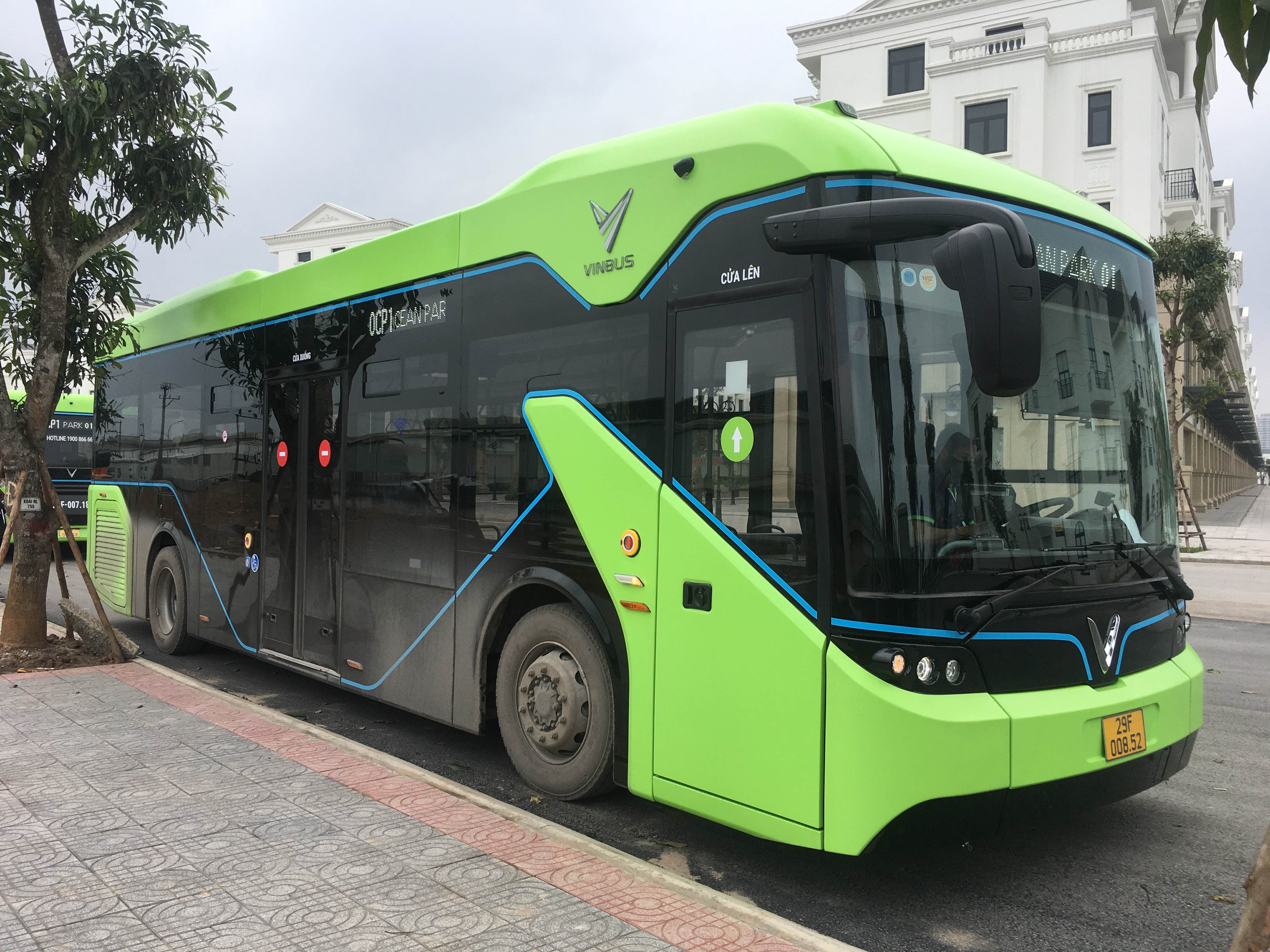
VinBus

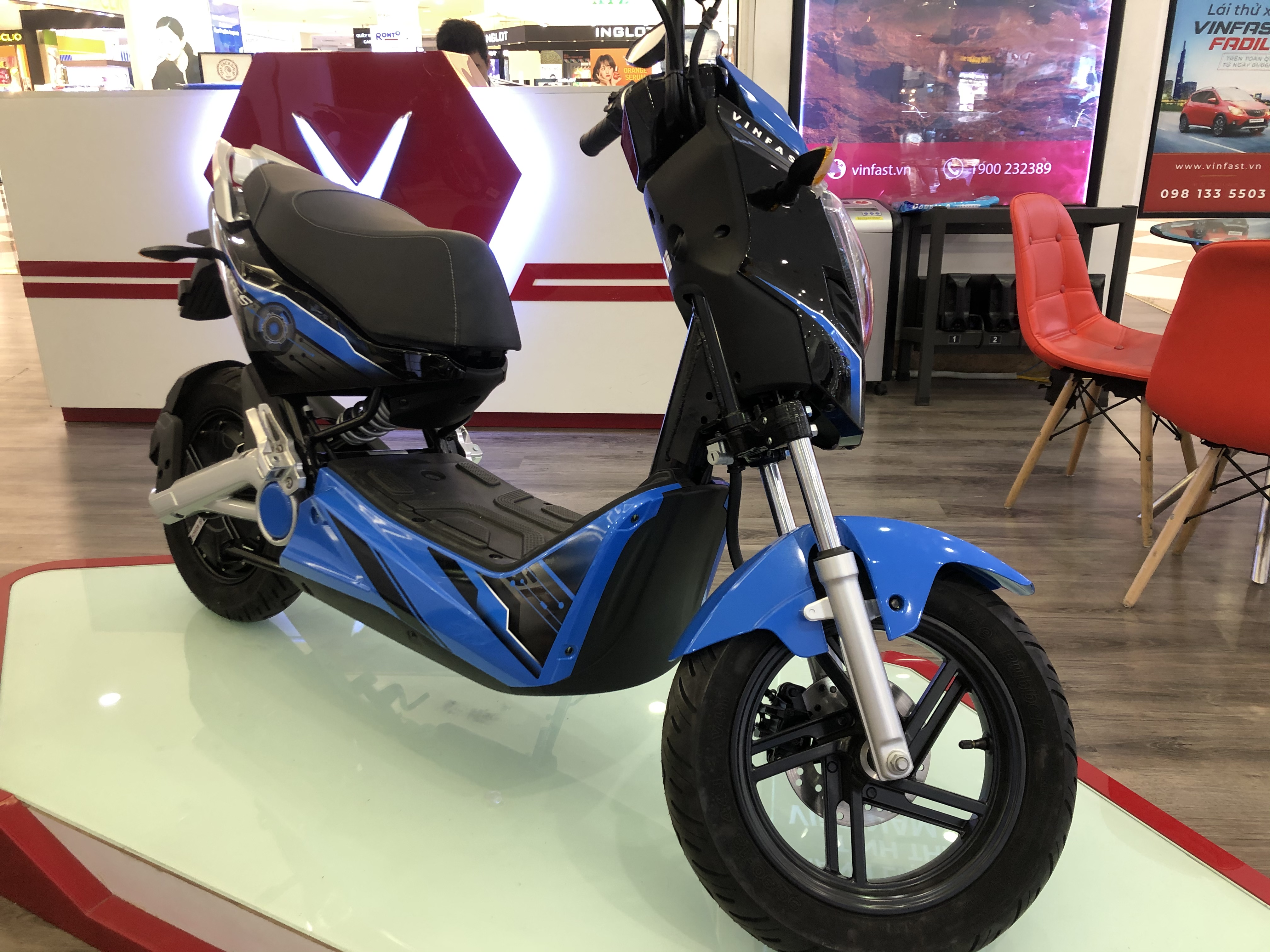
VinFast Impes

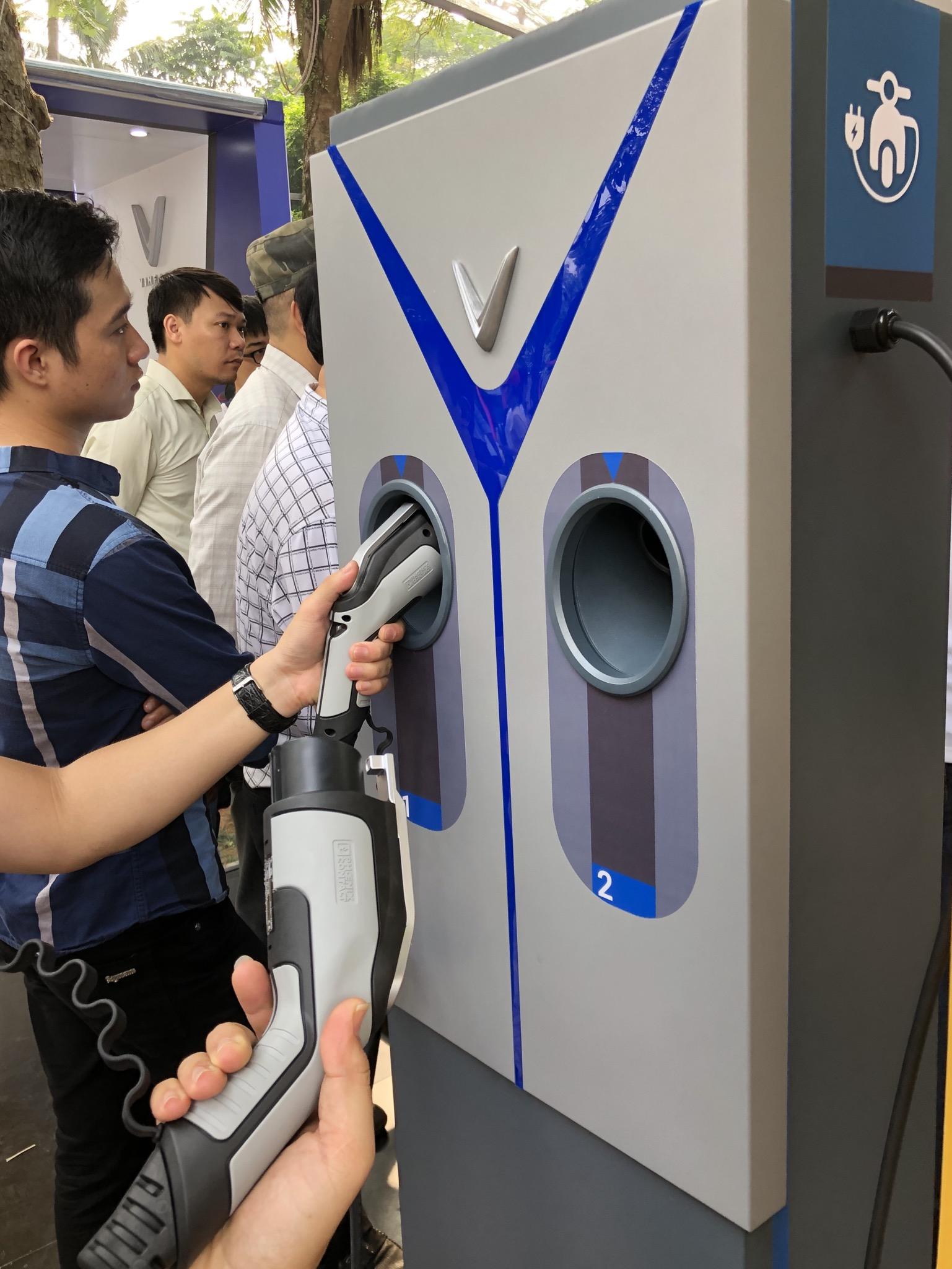
stacja ładowania VinFast

VinFast – wietnamski producent elektrycznych samochodów, autobusów i skuterów, z siedzibą w Singapurze, działający od 2017 roku. Należy do wietnamskiego holdingu Vingroup.

## Historia

### Początki
W czerwcu 2017 roku wietnamski miliarder, założyciel konsorcjum Vingroup i potentat rynku nieruchomości Phạm Nhật Vượng, wkroczył do branży motoryzacyjnej, zakładając startup VinFast. Za cel obrano wprowadzenie na rynek pierwszego masowego producenta samochodów osobowych z Wietnamu, zatrudniając do rozwoju doświadczonych konstruktorów i menedżerów branży motoryzacyjnej, na czele z Jimem DeLuca pracującym wcześniej przez 37 lat dla na różnych stanowiskach menedżerskich dla amerykańskiego General Motors, który objął stanowisko dyrektora generalnego. 
Wśród partnerów VinFasta znalazły się europejskie firmy, jak m.in. austriacka Magna Steyr dostarczająca usługi inżynierskie, a także niemieckie AVL zapewniające jednostki napędowe na licencji BMW
Za cel VinFast obrał wyprodukoanie 500 tysięcy samochodów do 2025 roku w rodzimych zakładach. We wrześniu 2017 roku rozpoczęła się budowa kompleksu fabryczno-rozwojowego na wyspie Cat Hai pod miastem Hajfong, w którego Vingroup zainwestowało 1,5 miliarda dolarów. Koniec prac budowlanych zaplanowano na 2019 rok, szacując zatrudnienie na ok. 4 tysiące osób. Ogłoszono jednocześnie, że pierwotne plany rozwoju zakładają rozpoczęcie sprzedaży na rodzimym rynku wietnamskim, a następnie ekspansję na rynki globalne.
W czerwcu 2018 roku VinFast nawiązał współpracę z General Motors, przejmując wyłączne prawa do dystrybuowania samochodów marki Chevrolet w Wietnamie i przejmując prawa do lokalnych operacji i fabryki koncernu w Hanoi.

### Rozwój
Podczas Paris Motor Show w październiku 2018 roku miała miejsce światowa premiera marki VinFast, a także jej dwóch pierwszych samochodów - sedana LUX A2.0 oraz SUV-a LUX SA2.0. Za stylistykę modeli odpowiadało włoskie studio produckyjne Pininfarina, z kolei technologicznie oparto je o licencjonowaną technologię BMW.
W listopadzie 2018 VinFast przedstawił kolejny pojazd - miejskiego hatchbacka Fadil, powstałego na licencji General Motors i będącego nieznacznie zmodyfikowaną odmianą europejskiego Opla Karla Rocks, z kolei we wrześniu 2019 roku rozpoczęła się oficjalnie produkcja wówczas trzyosobowej oferty samochodów w ukończonych zakładach producenta w Hajfong.
W lutym 2020 roku otworzył swoje pierwsze operacje poza Wietnamem, kupując tor testowy i infrastrukturę  obok Melbourne w Australii należącą dotychczas Holdena. Wśród zatrudnionych przez australijski oddział VinFasta znaleźli się byli menedżerowie i inni pracownicy dawnych, tutejszych oddziałów Forda i Toyoty. W pierwszym kwartale 2020 roku VinFast zajął piąte miejsce wśród najpopularniejszych producentów samochodów w rodzimym Wietnamie. W drugim kwartale 2021 roku VinFast stał się z kolei producentem najpopularniejszego nowego samochodu w Wietnamie w postaci hatchbacka Fadil.

### Samochody elektryczne
Po raz pierwszy plany rozwoju samochodów elektrycznych VinFast ogłosił w maju 2018 roku, ogłaszając prowadzenie prac konstrukcyjnych nad przystępnym cenowo, miejskim samochodem w formule hatchbacka. Kolejne informacje na polu rozwoju samochodów elektrycznych przedstawiono w grudniu 2019 roku, zapowiadając plany wprowadzeia do sprzedaży samochodów elektrycznych w Stanach Zjednoczonych.
W drugiej połowie stycznia 2021 roku VinFast oficjalnie przedstawił swoją gamę samochodów elektrycznych w postaci trzech crossoverów różnej wielkości: kompaktowego VF31 (później przemianowanego na VF e34), średniej wielkości VF32 (ostatecznie nazwanego VF8) i dużego VF33 (teraz: VF9. VinFast zaplanował wówczas rozpoczęcie sprzedaży swoich samochodów elektrycznych w Europie, Stanach Zjednoczonych i Kanadzie w połowie 2022 roku. W listopadzie 2022 zadebiutowały kolejne 2 produkcyjne modele VinFasta: subkompaktowy VF 6 i kompaktowy VF 7. Z końcem tego samego roku firma ogłosiła zakończenie produkcji wszystkich lokalnie oferowanych spalinowych modeli, stając się odtąd firmą skocentrowaną wyłącznie na samochodach elektrycznych.

### Ekspansja globalna
Zgodnie z informacjami, jakie towarzyszyły premierze gamy elektrycznych samochodów VinFast na początku 2021 roku, pod koniec lipca tego samego roku VinFast oficjalnie ogłosił swoje plany ekspansji na rynkach globalnych. Dotychczasowy prezes, Jim DeLuca objął stanowisko wiceprezesa, a jego funkcję objął dawny prezes Opla, Michael Lohscheller. Pozostał on na stanowisku jednakże jedynie przez 5 miesięcy, ogłaszając rezygnację pod koniec grudnia 2021 z powodów osobistych i przekazując swoje stanowisko dotychczasowej wiceprezesce, Le Thi Thu Thuy.
Według ogłoszonej w lipcu 2021 taktyki globalnej VinFast zaplanował rozwinięcie działalności w Ameryce Północnej i Europie Zachodniej w marcu 2022 roku jako sprzedawcę samochodów o wyłącznie napędzie elektrycznym. Modele VF e35 oraz VF e36 skierowano do sprzedaży na terenie wyselekcjonowanych rynków, określając je jako Stany Zjednoczone, Kanadę, Francję, Niemcy i Holandię. 
Głównym biurem globalnych operacji VinFast został obiekt w amerykańskim San Francisco, gdzie od lipca 2021 roku pracuje 50-osobowy zespół. Firma określiła wówczas Stany Zjednoczone jako lokalizację do otwarcia drugiej po Wietnamie fabryki VinFast. Oficjalna inauguracja działalności VinFast na rynku amerykańskim odbyła się na początku stycznia 2022 roku podczas targów technologicznych CES w Las Vegas, podczas której firma ogłosiła także plany rozpoczęcia sprzedaży obszernej samochodów elektrycznych pod koniec 2024 roku, prezentując nie tylko przedstawione już modele, ale i prototypy kolejnych 3 crossoverów. W sierpniu tego samego roku ogłoszono wyłonienie lokalizacji zakładów produkcyjnych, planując od 2024 roku w Hrabstwie Chatham w Karolinie Południowej wytwarzać elektryczne crossovery VF8. 

### Skutery
W 2019 roku VinFast poszerzył swoje portfolio o oddział zajmujący się produkcją i sprzedażą skuterów o napędzie elektrycznym w Wietnamie, planując początkowo zbudować ofertę na czterech różnych pojazdach.

## Modele samochodów

### Obecnie produkowane
- VF e34
- VF 3
- VF 5
- VF 6
- VF 7
- VF 8
- VF 9

### Studyjne
- VinFast VF 5 Concept (2022)
- VinFast VF 6 Concept (2022)
- VinFast VF 7 Concept (2022)
- VinFast VF Wild (2024)

### Historyczne
- Fadil (2019–2022)
- LUX A2.0 (2019–2022)
- LUX SA2.0 (2019–2022)
- President (2020–2022)

## Inne pojazdy

### Autobusy
- VinBus

### Skutery
- Klara
- Klara S
- Ludo
- Impes